# Early ragga
Per early ragga si intendono le prime forme di musica raggamuffin, sorte durante la seconda metà degli anni ottanta. L'early ragga si presentava in definitiva come la variante digitale dell'early dancehall. Come le altre forme di dancehall reggae, questa si divide nella forma cantata e in quella dei dj/toaster. Il periodo d'oro del early ragga si estende dal 1985 ai primi anni novanta, anni in cui inizia a farsi strada l'hardcore ragga. Produttori simbolo del primo raggamuffin furono Henry Junjo Lawes e soprattutto King Jammy, quest'ultimo ritenuto l'inventore del suono raggamuffin e il "padrino del ragga".

## Storia
Le prime forme di raggamuffin (early ragga), ovvero le prime sonorità dancehall digitali, nacquero ufficialmente nel 1985 come evoluzione del primo dancehall reggae. Le prime forme di musica dancehall erano nate nei tardi anni settanta in chiave strumentale (early dancehall), e dominarono nella prima metà degli anni ottanta segnando una nuova epoca per la scena reggae. L'era early dancehall antecedente alla diffusione del suono digitale si estese da 1979 al 1985, anno in cui cominciarono ad insediarsi le sonorità sintetizzate.
Poco prima dell'effettiva nascita e sviluppo del raggamuffin, diversi artisti iniziarono a sperimentare l'introduzione di ritmi elettronici (qualcuno già nel 1984), dando un chiaro segnale del cambiamento radicale che stava subendo la musica dancehall reggae: Sugar Minott ("Herbman Hustling", "Rub a Dub Sound" - 1984), Johnny Osbourne ("One Rub a Dub for the Road" - 1985), Frankie Paul ("Get Flat" - 1985), e la famosa coppia di turnisti Sly & Robbie, aveva iniziato a tentare l'introduzione di un sound pesantemente influenzato dall'elettronica. Anche molti produttori iniziarono ad evolversi passando dalla registrazione analogica a quella digitale. La rivoluzione nella tecnologia della musica digitale favorì l'introduzione di nuove sperimentazioni e sonorità, che iniziarono ad essere adottate da produttori ed etichette.
Fu il celebre brano prodotto da King Jammy "Under Me Sleng Teng" (1985), cantato da Wayne Smith, a divenire uno dei singoli più importanti del periodo. Questo pezzo - che poi si scoprì era stato costruito attorno ad un ritmo pre-programmato su una tastiera della Casio (Casio MT-40) - venne riconosciuto come il primo brano reggae dai ritmi elettronici, ovvero il primo pezzo raggamuffin. Sleng Teng fu anche accreditato come il primo brano reggae senza linee di basso ad aver ottenuto successo, e non a caso si diffuse nelle dancehall a macchia d'olio. Il ritmo di questo brano (riddim) venne inoltre riproposto in oltre 200 registrazioni. Ma mentre Smith scomparve prematuramente dalle scene, una nuova generazione di cantanti che avrebbero capitalizzato il nuovo sound cominciarono a dominare le dancehall e le classifiche.
I costi relativamente bassi nel comporre ritmi sintetizzati, grazie anche al fatto di non dover più pagare i diritti per riprendere vecchi riddim, permisero al ragga di divenire la musica preferita da molti produttori giamaicani, che riuscivano così a pubblicare migliaia di singoli all'anno. L'utilizzo di ritmiche digitali inoltre ravvivò il genere, dato che da quel momento i produttori avevano a disposizione più fonti sonore sperimentando nuovi ritmi, invece di adoperare le vecchie basi rocksteady come nella prima dancehall.
Tenor Saw, Nitty Gritty, King Kong, Brigadier Jerry, Anthony Red Rose e Pad Anthony furono tra i maggiori rappresentanti del nuovo stile. Come era già successo in passato per i nuovi generi di tendenza, prevedibilmente la maggior parte degli artisti della prima era dancehall si convertì a questa nuova sonorità rendendo le ritmiche digitali; tra questi, cantanti come Barrington Levy, Little John, Cocoa Tea, Frankie Paul; e dj tra i quali Yellowman, Josey Wales, Lone Ranger, Eek-A-Mouse e Brigadier Jerry.
Sicuramente la rapida crescita delle tecnologie in studio giocò un importante ruolo, cosicché le registrazioni potessero essere rese più veloci ed economiche da comporre. Grazie a ciò divenne più facile suonare un ritmo una volta che era stato composto. Questo permise la crescita di nuovi talenti nel business che confermarono come il dancehall reggae rimanesse una musica originale anche negli anni successivi. Gli iniziatori della scena come Minott, Osbourne e Paul si congiunsero con questa nuova ondata, e Levy lasciò la sua firma con Here I Come, che trascinò il nuovo sound nelle classifiche pop britanniche.

### I cantanti
Buona parte della scuola dei cantanti del periodo early ragga registrò materiale praticamente con ogni produttore che era in grado di pagarli, pertanto pochi riuscirono a lasciare una degna impronta del loro passaggio. Nitty Gritty's Trials & Crosses (VP, 1991) è una raccolta in grado di rappresentare i lavori dell'epoca. Questa fu anche l'era che segnò la rinascita di Beres Hammond. Hammond, ex cantante della band Zap Pow, era dotato di un grande talento ma non era mai riuscito a trovare la giusta opportunità per emergere. Nel 1986, Willie Lindo produsse per Hammond un brano dancehall chiamato One Dance Won't Do, rilanciando la sua carriera. Hammond fece anche da ponte tra la prima generazione dei cantanti dancehall e la seconda generazione, fortemente influenzata dallo stile vocale Waterhouse style (portato avanti da artisti come Tenor Saw, Half Pint, Nitty Gritty), e quindi anche per l'esplosione di un'ulteriore ondata di nuovi cantanti durante gli anni novanta. Quando Donovan Germain iniziò a produrre i singoli per Hammond tramite la Penthouse Records, aprì la strada per altri cantanti come Garnet Silk, Richie Stephens, Wayne Wonder, Spanner Banner, Everton Blender, Thriller U e Luciano. Hammond realizzò diversi album di successo, incluso Beres Hammond (WKS, 1986), A Love Affair (Penthouse, 1992) e Sweetness (VP, 1994). Da questo periodo, il dancehall reggae/raggamuffin divenne definitivamente sinonimo del reggae più popolare, e molti cantanti di successo inizieranno a lavorare nell'ambiente dancehall con molte produzioni orientate su questo genere.